# Martin Schongauer

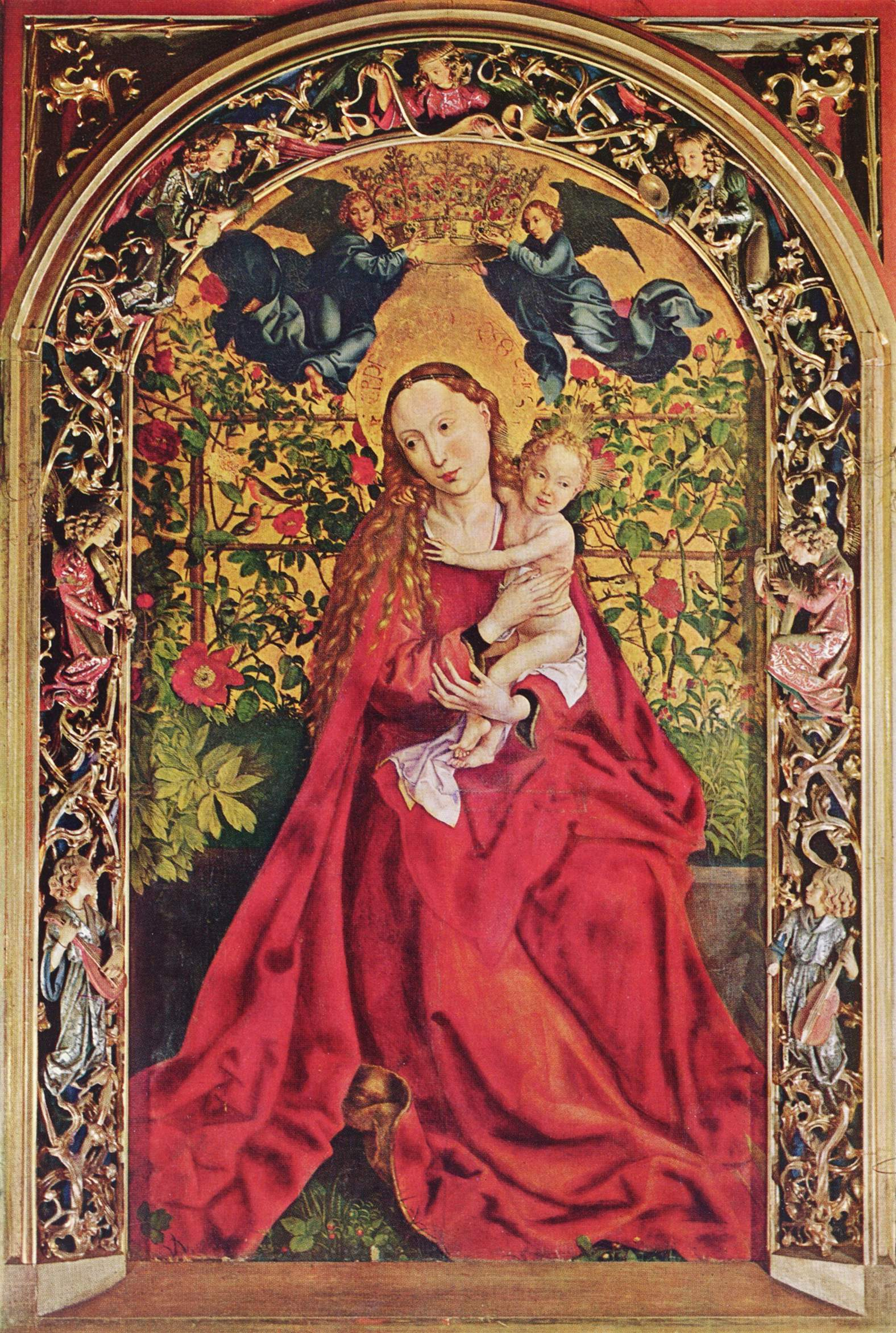
Martin Schongauer - "Maria i rosengård" (1473). Sankt Martin, Colmar

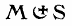
Monogram

Martin Schongauer, född ca 1450 i Colmar, död 2 februari 1491 i Breisach am Rhein, var en tysk målare och gravör.
Schongauer var i huvudsak verksam i Colmar. Hans grafik utövade ett stort inflytande på Albrecht Dürer och på den grafiska teknikens utveckling i Tyskland.

## Biografi
Till en början hade Schongauer undervisning av fadern, men okända är hans första lärare i teckning och målning. 1465 var Schongauer immatrikulerad vid Leipzigs universitet, och ungefär vid den tiden besökte han som gesäll Nederländerna, där han studerade den brabantska konsten. Det är mycket osannolikt, att han varit elev hos Rogier van der Weyden, men dennes inflytande är synnerligen märkbart i Schongauers konst, framför allt i flera av hans ungdomsarbeten. Från den nyanserade Kölnskolan mottog Schongauer även djupa och värdefulla konstintryck, som likaledes spåras i hans produktion efter bosättningen i fädernestaden, där han fick en mängd beställningar. En av hans samtida omnämner att St. Martins- och St. Franciscuskyrkorna i Colmar och även predikarbrödernas samfund i Sélestat ägde kopierade målningar av hans hand. Hans tavlor sprids till Italien, Spanien, Frankrike, England och andra länder. Flera av dessa verk synes dock ha gått förlorad under krig och politiska omstörtningar eller andra oroligheter. Man vet, att Albrecht Dürer samlat och daterat handteckningar av Schongauer samt försett ett bland hans blad med en hedrande anteckning. Schongauers konst blev även uppmärksammad av Michelangelo.
Fullt autentiska bevarade målningar av Schongauer är mycket fåtaliga. Mest känd är tavlan Maria i rosengård (se bild). Åtskilliga av Schongauer utförda handteckningar jämte 9 graverade, inte för tryckning avsedda silverplåtar förvaras i Basels museum. Hans 115 kopparstick bevittnar framsteg inom den tyska grafiska konsten och i denna konstgren i allmänhet. Alla är odaterade, men däremot nedtill försedda med hans konstnärsmonogram.
Ungdomsverkens period, som fixerats till 1469-74, innefattar bland annat serien Marias liv och Den stora korsbärningen. Schongauer är representerad vid bland annat Göteborgs konstmuseum.